# Johann Georg Gustav Tobler

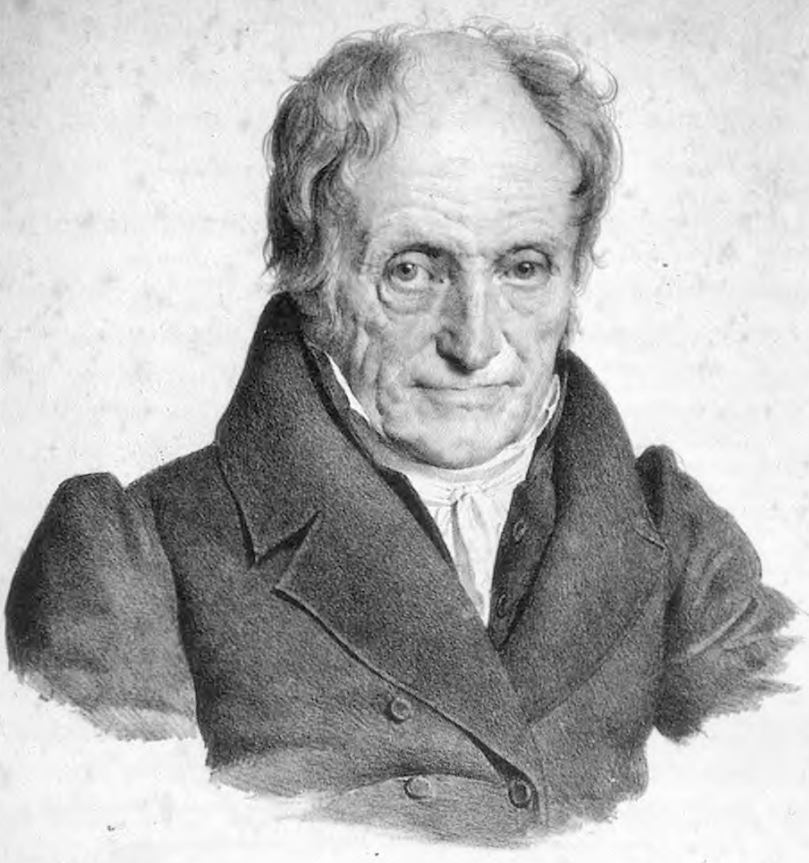
Johann Georg Gustav Tobler

Johann Georg Gustav Tobler (* 17. Dezember 1769 in Trogen; † 10. August 1843 in Nyon; heimatberechtigt in Wolfhalden) war ein Pädagoge und Schriftsteller aus dem Kanton Appenzell Ausserrhoden.

## Leben
Johann Georg Gustav Tobler war der Sohn von Hans Jakob Tobler, Metzger und Landweibel, und Ursula Lutz. Er war der Halbbruder von Johann Heinrich Tobler. Er ehelichte 1802 Maria Magdalena Gengenbach.
Ab 1779 lebte er als Waise im Samariterhaus in Wolfhalden. Im Jahr 1781 bekam er eine Lehrstelle als Bäcker. Danach hatte er eine Stelle in der Mousselinfabrikation in Gais. 
Ab 1792 studierte er Theologie in Basel. Er übte eine Tätigkeit als Hauslehrer bei Hans Balthasar Burckhardt (1762–1824) aus. Unter der Leitung der Gesellschaft zur Beförderung des Guten und Gemeinnützigen (GGG) nahm Basel zur Zeit der Helvetik hauptsächlich Mädchen aus der Ostschweiz auf. Tobler wurde an der eigens dazu eingerichteten Schule «Zunft zu Gartner» (Toblersche Schule) Lehrer. Für methodische Unterstützung beim Unterricht wandte er sich an den Pestalozzischüler Hermann Krüsi.
1800 traf Tobler in Burgdorf Johann Heinrich Pestalozzi, in dessen Anstalten in Münchenbuchsee und Yverdon er auf Einladung Johannes Niederers bis 1808 mitarbeitete. Tobler übernahm 1809 in Mülhausen die Leitung einer Fabrikschule. 1811 verliess er Mülhausen wieder und wirkte einige Jahre als Schriftsteller und Hauslehrer, bevor er 1820 in Arbon eine Knabenerziehungsanstalt gründete. Er übergab die Leitung 1831 seinem Sohn Gustav Tobler und zog 1838 nach Nyon. Dort führte sein jüngerer Sohn Eduard Tobler ein Erziehungsinstitut.